# Бельвілл (Нью-Джерсі)
Бельвілл (англ. Belleville) — селище (англ. village) в США, в окрузі Ессекс штату Нью-Джерсі. Населення — 38 222 особи (2020).

## Демографія
Згідно з переписом 2010 року, у селищі мешкало 35 926 осіб у 13 395 домогосподарствах у складі 9000 родин. Було 14327 помешкань
Расовий склад населення:
| - 60,5 % — білих - 12,0 % — азіатів - 9,1 % — чорних або афроамериканців - 0,4 % — корінних американців - 0,1 % — вихідців з тихоокеанських островів - 14,0 % — осіб інших рас |

До двох чи більше рас належало 4,0 %. Частка іспаномовних становила 39,3 % від усіх жителів.
За віковим діапазоном населення розподілялося таким чином: 21,7 % — особи молодші 18 років, 66,4 % — особи у віці 18—64 років, 11,9 % — особи у віці 65 років та старші. Медіана віку мешканця становила 37,2 року. На 100 осіб жіночої статі у селищі припадало 93,1 чоловіків;  на 100 жінок у віці від 18 років та старших — 89,0 чоловіків також старших 18 років.
Середній дохід на одне домашнє господарство  становив 75 341 долар США (медіана — 65 234), а середній дохід на одну сім'ю — 86 477 доларів (медіана — 77 704). Медіана доходів становила 48 983 долари для чоловіків та 44 422 долари для жінок. За межею бідності перебувало 9,9 % осіб, у тому числі 13,1 % дітей у віці до 18 років та 9,1 % осіб у віці 65 років та старших.
Цивільне працевлаштоване населення становило 19 118 осіб. Основні галузі зайнятості: освіта, охорона здоров'я та соціальна допомога — 23,6 %, роздрібна торгівля — 12,4 %, науковці, спеціалісти, менеджери — 10,8 %, виробництво — 10,6 %.

## Відомі люди
- Френсіс Гудріч (1890 — 1984) — американська сценаристка та драматургиня.